# Урманче (посёлок)
Урманче — поселок в Высокогорском районе Татарстана. Входит в состав Красносельского сельского поселения.

## География
Находится в северо-западной части Татарстана на расстоянии приблизительно 4 км на запад-юго-запад по прямой от районного центра поселка Высокая Гора.

## История
Основан официально в 2001 году.

## Население
Постоянных жителей было 190 в 2002 году (русские 38 %, татары 59 %), 234 в 2010.

## Окрестности
В окрестностях посёлка расположены несколько детских оздоровительных лагерей
- им. О. Кошевого (завода «Электроприбор»[3]). Возник не позднее 1953/54 года.[4] По состоянию на 1980 год, принимал 900 детей за лето.[5] В середине 2010-х фактически прекратил существование, территория продолжает использоваться как детский оздоровительный лагерь, но уже сторонними организациями.
- «Костёр» завода «Радиоприбор».[3] Возник не позднее 1955 года.[4] По состоянию на 1980 год, принимал 1140 детей за лето. В 1999/2000 году передан на баланс города и некоторое время был заброшен.[5][6]
- «Огонёк» (бывший электрофизического института[3])
- «Ласточка» оптико-механического завода[7] Возник не позднее 1943 года.[4] В 1970-е рядом с лагерем был построен подвесной мост, известный как «мост Дяди Коли».[8] По состоянию на 1980 год, принимал 1250 детей за лето.[5] Заброшен в 2010-е годы.[9]
- «Салют» компрессорного завода. Возник не позднее 1956 года.[10] По состоянию на 1980 год, принимал 600 детей за лето.[5] Во второй половине 1990-х гг. заброшен.[7]